# Copa Paulista de Futebol de 2008
A Copa Paulista de Futebol foi a 14.ª edição do segundo torneio em importância a ser organizado pela Federação Paulista de Futebol. O intuito desse campeonato é ocupar durante o segundo semestre times que não tiveram sucesso ao longo da temporada, ou querem exercitar seu time reserva (no caso dos "grandes"). O campeonato já teve diversos nomes; em 1999, 2003 e 2004, foi disputado como "Copa Estado de São Paulo", em 2001, por causa do patrocinador, chamou-se "Copa Coca-Cola", em 2002, era denominado "Copa Futebol do Interior" e "Copa Mauro Ramos", e em 2005, 2006 e 2007 era chamado de Copa Federação Paulista de Futebol. Essa competição deu o direito ao campeão de disputar a Copa do Brasil no ano seguinte.

## Critério de classificação
Têm vaga assegurada:
- Os 12 primeiros classificados da Série A1.
- Os 11 primeiros classificados da Série A2.
- Os 09 primeiros classificados da Série A3.
- Em caso de desistência, preenche a vaga o clube na classificação subsequente.

## Participantes
| - América-SP (São José do Rio Preto) - Atlético Sorocaba (Sorocaba) - Botafogo-SP (Ribeirão Preto) - Bragantino (Bragança Paulista) - Catanduvense (Catanduva) - Comercial (Ribeirão Preto) - Ferroviária (Araraquara) - Flamengo-SP (Guarulhos) - Francana (Franca) - Itapirense (Itapira) - Ituano (Itu) - Juventus-SP (São Paulo) - Linense (Lins) - Marília (Marília) - Mirassol (Mirassol) - Mogi Mirim (Mogi Mirim) | - Nacional-SP (São Paulo) - Noroeste (Bauru) - Oeste (Itápolis) - Osvaldo Cruz (Osvaldo Cruz) - Penapolense (Penápolis) - Portuguesa Santista (Santos) - Rio Branco-SP (Americana) - Rio Claro (Rio Claro) - Rio Preto (São José do Rio Preto) - Santo André (Santo André) - São Bento (Sorocaba) - São Bernardo (São Bernardo do Campo) - São José-SP (São José dos Campos) - Taquaritinga (Taquaritinga) - União São João (Araras) - XV de Piracicaba (Piracicaba) |

## Fase final
|  | Quartas-de-Final  | Quartas-de-Final | Quartas-de-Final | Quartas-de-Final |   |                   | Semi-Final | Semi-Final | Semi-Final | Semi-Final |  |                   | Final | Final | Final | Final |  |  |
|  |                   |                  |                  |                  |   |                   |            |            |            |            |  |                   |       |       |       |       |  |  |
|  |                   |                  |                  |                  |   |                   |            |            |            |            |  |                   |       |       |       |       |  |  |
|  | Mirassol          | 1                | 1                | 2                |   |                   |            |            |            |            |  |                   |       |       |       |       |  |  |
|  | Bragantino        | 0                | 1                | 1                |   |                   |            |            |            |            |  |                   |       |       |       |       |  |  |
|  | Bragantino        | 0                | 1                | 1                |   | Mirassol          | 1          | 1          | 2          |            |  |                   |       |       |       |       |  |  |
|  |                   |                  |                  |                  |   | Mirassol          | 1          | 1          | 2          |            |  |                   |       |       |       |       |  |  |
|  |                   | XV de Piracicaba | 1                | 3                | 4 |                   |            |            |            |            |  |                   |       |       |       |       |  |  |
|  | Linense           | XV de Piracicaba | 1                | 3                | 4 | 0                 | 1          | 1          |            |            |  |                   |       |       |       |       |  |  |
|  | Linense           |                  |                  |                  |   | 0                 | 1          | 1          |            |            |  |                   |       |       |       |       |  |  |
|  | XV de Piracicaba  | 1                | 1                | 2                |   |                   |            |            |            |            |  |                   |       |       |       |       |  |  |
|  | XV de Piracicaba  | 1                | 1                | 2                |   |                   |            |            |            |            |  | Atlético Sorocaba | 1     | 3     | 4     |       |  |  |
|  |                   |                  |                  |                  |   |                   |            |            |            |            |  | Atlético Sorocaba | 1     | 3     | 4     |       |  |  |
|  |                   | XV de Piracicaba | 1                | 2                | 3 |                   |            |            |            |            |  |                   |       |       |       |       |  |  |
|  | Catanduvense      | XV de Piracicaba | 1                | 2                | 3 | 2                 | 1          | 3          |            |            |  |                   |       |       |       |       |  |  |
|  | Catanduvense      |                  |                  |                  |   | 2                 | 1          | 3          |            |            |  |                   |       |       |       |       |  |  |
|  | Atlético Sorocaba | 3                | 1                | 4                |   |                   |            |            |            |            |  |                   |       |       |       |       |  |  |
|  | Atlético Sorocaba | 3                | 1                | 4                |   | Atlético Sorocaba | 4          | 0          | 4          |            |  |                   |       |       |       |       |  |  |
|  |                   |                  |                  |                  |   | Atlético Sorocaba | 4          | 0          | 4          |            |  |                   |       |       |       |       |  |  |
|  |                   | Santo André      | 0                | 0                | 0 |                   |            |            |            |            |  |                   |       |       |       |       |  |  |
|  | Flamengo-SP       | Santo André      | 0                | 0                | 0 | 1                 | 0          | 1          |            |            |  |                   |       |       |       |       |  |  |
|  | Flamengo-SP       |                  |                  |                  |   | 1                 | 0          | 1          |            |            |  |                   |       |       |       |       |  |  |
|  | Santo André       | 2                | 1                | 3                |   |                   |            |            |            |            |  |                   |       |       |       |       |  |  |

## Final

### Jogo de ida
| 22 de novembro de 2008 19:00hs | Atlético Sorocaba      | 1 – 1     | XV de Piracicaba   | Walter Ribeiro Público:3.246 Renda:R$ 17.340 Árbitro: Luiz Flávio de Oliveira |
|                                | Leandro Diniz 25' (1T) | Relatório | Adilson 38' (2T) · |                                                                               |

| G              | 1  | Buzzetto       | 80' |     |
| LD             | 2  | Leandro        |     |     |
| Z              | 3  | Edson Batatais |     |     |
| Z              | 4  | Alemão         |     |     |
| Z              | 11 | PC             |     | 69' |
| LE             | 6  | Givanildo      |     |     |
| V              | 5  | Umberto        |     |     |
| V              | 7  | Wanderson      | 62' |     |
| M              | 8  | Éverton        |     |     |
| M              | 10 | Leandro Diniz  |     | 86' |
| A              | 9  | Gilberto       |     |     |
| Substituições: |    |                |     |     |
| V              | 15 | Nata           |     | 69' |
| A              | 14 | Luan           |     | 86' |
| Treinador:     |    |                |     |     |
| Paulo Roberto  |    |                |     |     |

| G                    | 1  | Cristiano     |     |     |
| LD                   | 4  | Felipe Blau   | 81' |     |
| ?                    | 2  | Carlão        |     |     |
| Z                    | 6  | Evilar        |     |     |
| ?                    | 5  | Natanael      |     |     |
| ?                    | 3  | Preto         |     |     |
| ?                    | 7  | Nilton        | 75' |     |
| ?                    | 8  | Erllon        |     |     |
| ?                    | 9  | Emerson       |     | 73' |
| A                    | 10 | Marlon        | 48' | 57' |
| A                    | 11 | Adilson       |     | 88' |
| Substituições:       |    |               |     |     |
| M                    | 17 | Nenê          |     | 57' |
| ?                    | 18 | Thiago Furlan |     | 73' |
| ?                    | 14 | Jorge         | 89' | 88' |
| Treinador:           |    |               |     |     |
| Carlos Alberto Soave |    |               |     |     |

### Jogo de volta
| 29 de novembro de 2008 19:00hs | XV de Piracicaba                         | 2 – 3     | Atlético Sorocaba                                        | Barão de Serra Negra Público: 19.875 Renda:R$ 135 mil Árbitro:Rodrigo Martins Cintra |
|                                | Preto 33' (1T) · Fábio Santos(p) 7' (2T) | Relatório | Leandro Diniz 14' (1T) · Luan 29' (2T) · Luizão 48' (2T) |                                                                                      |

| G                    | 1                    | Cristiano            | 85'                  |                                   |
| ?                    | 4                    | Chibé                |                      | 61'                               |
| ?                    | 2                    | Carlão               |                      |                                   |
| Z                    | 6                    | Evilar               |                      |                                   |
| ?                    | 5                    | Natanael             | 29' 59'              |                                   |
| ?                    | 3                    | Preto                |                      |                                   |
| ?                    | 7                    | Nilton               |                      |                                   |
| ?                    | 8                    | Erllon               |                      |                                   |
| A                    | 9                    | Fábio Santos         |                      |                                   |
| M                    | 10                   | Nenê                 |                      | 75'                               |
| A                    | 11                   | Adilson              |                      | 68'                               |
| Substituições:       |                      |                      |                      |                                   |
| ?                    | 15                   | Rafinha              |                      | 61'                               |
| ?                    | 14                   | Jorge                |                      | 68'                               |
| ?                    | 16                   | Marlon               | 86'                  | 75'                               |
| Treinador:           |                      |                      |                      |                                   |
| Carlos Alberto Soave | Carlos Alberto Soave | Carlos Alberto Soave | Carlos Alberto Soave | Penalizado · Penalizado · Expulso |

| G              | 1             | Buzzetto         |                                   |     |
| LD             | 2             | Leandro          |                                   | 56' |
| Z              | 3             | Edson Batatais   | 34'                               |     |
| Z              | 4             | Alemão           |                                   | 69' |
| LE             | 11            | PC               | 33'                               | 54' |
| Z              | 5             | Luizão           | 63'                               |     |
| V              | 6             | Givanildo        | 36'                               |     |
| V              | 7             | Umberto          |                                   |     |
| M              | 8             | Éverton          |                                   |     |
| M              | 10            | Leandro Diniz    | 14'                               |     |
| A              | 9             | Gilberto         |                                   |     |
| Substituições: |               |                  |                                   |     |
| A              | 14            | Luan             |                                   | 54' |
| LD             | 13            | Thiago Gasparino | 86'                               | 82' |
| A              | 18            | Erivelto         |                                   | 69' |
| Treinador:     |               |                  |                                   |     |
| Paulo Roberto  | Paulo Roberto | Paulo Roberto    | Penalizado · Penalizado · Expulso |     |

## Premiação
| Copa Paulista de futebol de 2008      |
| ------------------------------------- |
| Atlético Sorocaba Campeão (1º título) |